# Дилатантні рідини

Ріди́ни дилата́нтні (рос. жидкости дилатантные; англ. dilatant fluids; нім. Dilatantflüssigkeiten f pl) — стаціонарно реологічні аномальні рідини, для яких дотичне напруження зсуву щораз інтенсивніше зростає з підвищенням градієнта швидкості зсуву і може бути описане емпіричним рівнянням:
{\displaystyle \tau =\eta \left({\frac {du}{dy}}\right)^{n}},
де: {\displaystyle \tau } — дотичне напруження внутрішнього тертя в рідині, [Па];
{\displaystyle {\frac {du}{dx}}} — градієнт швидкості у напрямі, перпендикулярному до напряму зсуву, [с−1];
{\displaystyle \eta } — коефіцієнт пропорційності, [Па·с].
n — константа, що характеризує поведінку рухомої рідини, для дилатантних рідин n > 1.
До дилатантних рідин відносяться глиняні суспензії, солодкі суміші, гідрозоль кукурудзяного крахмалю, системи пісок/вода.